# دارکوب باغی
دارکوب باغی (دارکوب سوری) (نام علمی: Dendrocopos syriacus) پرنده‌ای از تیرهٔ دارکوبان است. این پرنده از اروپا تا ایران یافت می‌شود.